# Pierre-Emmanuel Dauzat
Pour les articles homonymes, voir Dauzat.
Pierre-Emmanuel Dauzat, né le 7 octobre 1958, est un traducteur et essayiste français.

## Biographie et travaux
Issu d'une famille très catholique (il la définit « à la limite de l'intégrisme ») de onze enfants, dont le père est militaire avant de devenir professeur de français à Nîmes, Pierre-Emmanuel Dauzat obtient le baccalauréat à quinze ans. Il fait des études à l'Institut d'études politiques de Paris et réussit le concours pour entrer à La Documentation française, mais il démissionne juste avant sa titularisation.
Il est le petit-neveu du linguiste Albert Dauzat (1877-1955) et descendant de Théophile Gautier.

### Traducteur
En 2017, il avait traduit plus de 350 ouvrages (dont près d'un tiers sous différents pseudonymes) et plus d'un millier d'articles depuis une quinzaine de langues différentes (anglais, allemand, italien, espagnol, russe, suédois, serbo-croate, latin, grec ancien et moderne, hébreu biblique, yiddish, ourdou, indonésien).

### Essayiste
Ses intérêts portent essentiellement sur l'histoire des religions, tout particulièrement du judaïsme et du christianisme.

## Publications

### Quelques traductions
- Benedict Anderson, « L'imaginaire national : réflexions sur l'origine et l'essor du nationalisme », La Découverte, 1996. ("Imagined Communities", 1983, 1991)
- Ian Kershaw, Hitler, Flammarion, 1999-2000, 2 vol.
- Orlando Figes, La Révolution russe, Denoël, 2007
- Anne Applebaum, Histoire du goulag, rééd. coll. « Folio », 2008
- Saul Friedländer, L'Allemagne nazie et les juifs, Denoël, 2008
- Timothy Snyder, Terre noire : essai sur l'Holocauste, et pourquoi il peut se répéter, Gallimard, 2016
- Yuval Noah Harari :
  - Sapiens : Une brève histoire de l'humanité, Albin Michel, 2015
  - Homo Deus : Une brève histoire de l'avenir, Albin Michel, 2017
  - 21 leçons pour le XXIe siècle, Albin Michel, 2018

### Œuvre personnelle
- Le Suicide du Christ, PUF, 1998
- Le Nihilisme chrétien, PUF, 2001
- L'Invention de Marie-Madeleine, Bayard, 2001
- Judas, de l'Évangile à l'Holocauste, Bayard, 2006
- Les Sexes du Christ : essai sur l'excédent sexuel du christianisme, Denoël, 2007